# Прикордонний гарнізон Елваш і його укріплення
Прикордонний гарнізон Елваш і його укріплення є об'єктом Всесвітньої спадщини ЮНЕСКО, внесеним до списку Світової спадщини у 2012 році. Елваш — португальське місто в Алентежу, недалеко від португальсько-іспанського кордону.
Це місце, широко укріплене з 17 по 19 століття, являє собою найбільшу огороджену сухий рів у світі. У стінах міста є казарми та інші військові споруди, а також церкви та монастирі. Хоча в Елваші є залишки, що датуються X століттям, його укріплення розпочалося під час португальської реставраційної війни. Укріплення відіграли головну роль у Битві на лініях Ельваша 1659 року. Укріплення були розроблені фламандським єзуїтом Падре Жоао Піскасіо Космандером і являють найкращий зразок збереженої голландської системи укріплень. Комплекс складається з таких елементів:
1. Акведук Аморейра, побудований для витримки тривалих облог.
2. Історичний центр
3. Форт Санта-Луїзи та критий шлях
4. Форт Носса-Сеньора-да-Граса
5. Форт Сан-Мамеде
6. Форт Сан-Педро (commons)
7. Форт Сан-Домінго